# Ali Hassanzadeh
Ali Asghar Hassanzadeh (Qom, 2 novembre 1987) è un giocatore di calcio a 5 iraniano, cinque volte campione asiatico con la Nazionale iraniana.

## Carriera
Hassanzadeh detiene, insieme al brasiliano Falcão e all'argentino Borruto, il primato di cinque partecipazioni alla Coppa del Mondo.

## Palmarès

### Club

#### Competizioni nazionali
- Campionato iraniano: 3

Foolad Mahan: 2009-2010
Tasisat Daryaei: 2015-2016
Giti Pasand: 2016-2017

#### Competizioni internazionali
- AFC Futsal Club Championship: 3

Foolad Mahan: 2010
Tasisat Daryaei: 2015
Mes Sungun: 2018

### Nazionale
- Coppa d'Asia: 5

Thailandia 2008, Uzbekistan 2010, Uzbekistan 2016, Taipei Cinese 2018, Thailandia 2024

### Individuale
- Giocatore asiatico dell'anno: 4

2014, 2016, 2017, 2018